# Unipower

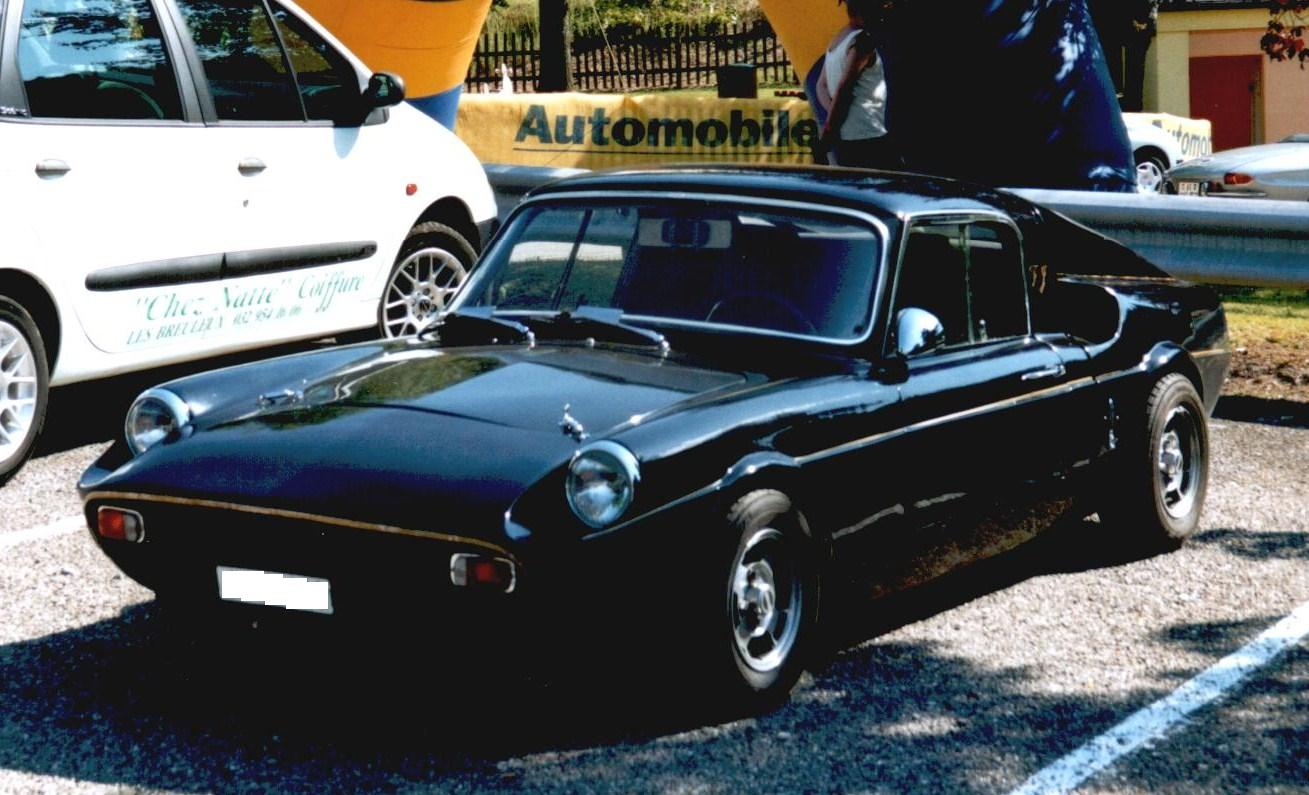
Unipower von 1966

Unipower war eine britische Automarke.

## Unternehmensgeschichte
Das Unternehmen Universal Power Drives Limited aus Perivale in Middlesex, das bereits seit 1934 Lastkraftwagen und Straßenschlepper herstellte, begann 1966 mit der Produktion von Personenkraftwagen. 1970 wurde die Pkw-Produktion nach etwa 75 hergestellten Exemplaren eingestellt.

## Fahrzeuge
Das einzige Pkw-Modell war ein zweisitziges Rennsport-Coupé mit Kunststoff-Karosserie und einem quer im Heck vor der Hinterachse eingebauten Motor des BMC Mini Cooper oder Mini Cooper S.
An technischen Daten sind angegeben:
- für die Karosserie: 3,56 m lang, 1,45 m breit, 1,03 m hoch; Spur vorne 1,24 m, hinten 1,26 m; Radstand 2,13 m, Reifen 145 SR 10.
- mit Motor BMC Cooper: Vierzylindermotor, Bohrung × Hub 64,6 × 76,2 mm, Hubraum 998 cm³, 55 DIN-PS bei 5800/min, Höchstgeschwindigkeit 160 km/h
- mit Motor BMC Cooper S: Vierzylindermotor, Bohrung × Hub 70,6 × 81,3 mm, Hubraum 1275 cm³, 75 DIN-PS bei 6000/min, Höchstgeschwindigkeit 180 km/h.[2]

Von 1967 bis 1970 waren die kleinen Coupes auf vielen Rennstrecken Europas und in Übersee anzutreffen. Team Unipower setzte 1969 zwei Werksrennwagen bei fast allen wesentlichen Läufen zur Sportwagen-Weltmeisterschaft ein, mit Roger Enever und Andrew Hedges konnte man zwei langerfahrene Piloten verpflichten, die zuvor für MG gefahren waren. Allerdings war das Team in dieser Saison vom Pech verfolgt, ein Fahrzeug wurde bei der Targa Florio 1969 bei Testfahrten eines Mechanikers komplett zerstört. 1970 überließ die Firma die internationalen Renneinsätze dem privaten Team von Stanley Robinson, der die mittlerweile veraltete BLMC-Mini-Technik durch einen Cosworth FVA Formel 2 Motor ersetzte.